# Korozja międzykrystaliczna

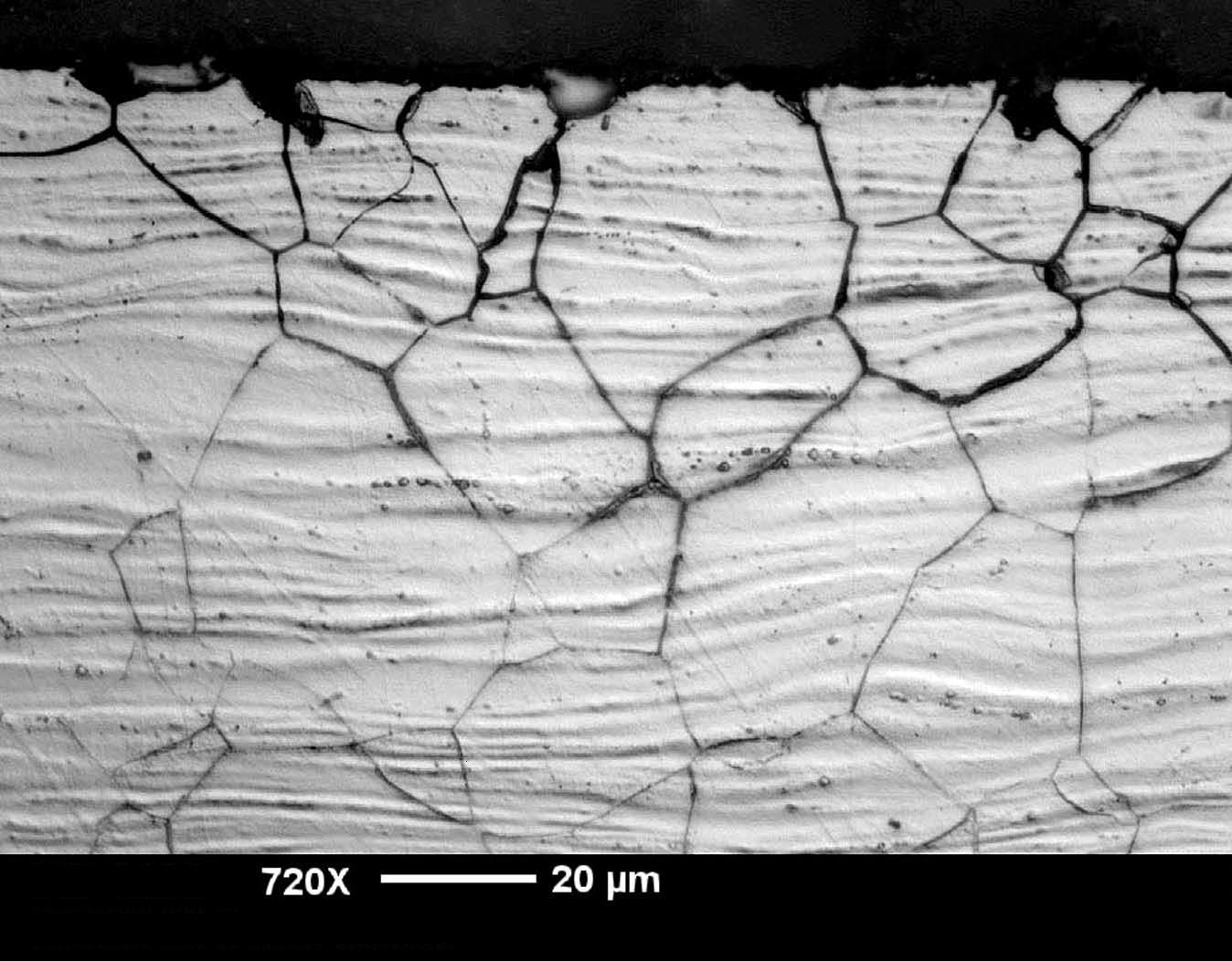
Obraz mikroskopowy zgładu metalograficznego z widoczną korozją międzykrystaliczną

Korozja międzykrystaliczna – rodzaj korozji metali; przebiega na granicy ziaren metalu, powodując spadek jego wytrzymałości i ciągliwości. Postępuje ona bardzo szybko, atakując głębiej położone warstwy, co czasem jest przyczyną katastrofalnych zniszczeń. Korozja międzykrystaliczna występuje często w nieprawidłowo obrabianej cieplnie stali kwasoodpornej i duralowych stopach aluminium.

## W stalach
W stalach austenitycznych w których odporność korozyjna uzyskana jest za pomocą dodatku chromu, korozja międzykrystaliczna jest często spowodowana wytrącaniem węglików chromu na granicy międzyziarnowej. Prowadzi to do powstania stref zubożonych w chrom i związany z tym lokalny spadek odporności na korozję. Dyfuzja chromu prowadząca do takiego wytrącania możliwa jest w podwyższonych temperaturach (np. w czasie spawania).
Korozji międzykrystalicznej przebiegającej według powyższego mechanizmu można zapobiegać na szereg sposobów:
- ponowne przesycanie stali od temp. 1000÷1100°C, przez co osiąga się równomierne rozłożenie węgla w roztworze,
- zmniejszenie zawartości węgla poniżej 0,03% – sposób ten jest najskuteczniejszy, ale wymaga specjalistycznych zabiegów metalurgicznych,
- stabilizowanie stali – wprowadzanie do stopu pierwiastków o większym niż chrom powinowactwie do węgla.

Najczęściej dodawanie są tytan i niob, przy czym niob jest częściej używany.